# EE Storey
Emily "Emy" Storey (narozena 31. března 1981) je americká ilustrátorka a grafická designérka působící v kanadském Montréalu. Narodila sa ve městě Kinderhook, New York. V Montréale studovala design a umění na Concordia University a umělecký titul získala v roce 2003.
Storey založila společnost s názvem Storey Elementary, která vytváří grafický a interaktivní design, loga, reklamy a obaly hudebních nosičů pro klienty jako např. Showtime, Atlantic Records, Warner Music Group, Sanctuary Records, Vapor Records, Maverick Records a Superclose Music. Storey je také umělecká ředitelka kanadské hudební skupiny Tegan and Sara, se kterou spolupracuje od roku 2003
Storey také navrhla limitovanou edici bot pro firmy DC Shoes a Macbeth Footwear.
Storey pracovala v několika neziskových organizacích jako organizátorka a grafická designérka. Je zakladatelkou LGBT organizace Revel and Riot.

## Obaly alb
- Death Cab for Cutie – Codes and Keys
- Death Cab for Cutie – Narrow Stairs
- Death Cab for Cutie – Cath...
- Death Cab for Cutie – The Open Door EP
- Tegan and Sara – So Jealous
- Tegan and Sara – Sainthood
- Tegan and Sara – The Con
- Tegan and Sara – Heartthrob[1]
- The Rentals – The Last Little Life EP
- The Inevitable Backlash – Sex for Safety
- The Reason – Things Couldn't Be Better
- Melissa Ferrick – In The Eyes Of Strangers
- Rachael Cantu – Run All Night

## Klienti
- Death Cab for Cutie
- Paramore
- Tegan and Sara
- The Tragically Hip
- The Rentals
- Augustana
- Liam Lynch
- Melissa Ferrick
- DC Shoes
- Soundscreen Design
- Yellow Bird Project